# Vuelta a Aragón 2019
La 44.ª edición de la Vuelta a Aragón fue una carrera de ciclismo en ruta por etapas que se celebró entre el 17 y el 19 de mayo de 2019 con inicio en la ciudad de Andorra y final en la ciudad de Zaragoza en España. El recorrido constó de un total de 3 etapas sobre una distancia total de 499,8 km y fue ganada por el ciclista español Eduard Prades del equipo Movistar. Completaron el podio el ciclista Yevgueni Shalunov del equipo Gazprom-RusVelo y el ciclista estonio Rein Taaramäe del equipo Direct Énergie.
La carrera hizo parte del circuito UCI Europe Tour 2019 dentro de la categoría 2.1.

## Equipos participantes
Tomaron la partida un total de 19 equipos, de los cuales 1 fue de categoría UCI WorldTeam, 11 Profesional Continental y 7 Continental, quienes conformaron un pelotón de 132 ciclistas de los cuales terminaron 113. Los equipos participantes fueron:
| WorldTeam- Movistar Team Equipos continentales profesionales (11)- Delko-Marseille Provence - Euskadi Basque Country-Murias - Total Direct Énergie - Manzana Postobón - Caja Rural-Seguros RGA - Burgos-BH - Androni Giocattoli-Sidermec - Vital Concept-B&B Hotels - Wallonie Bruxelles - Gazprom-RusVelo - W52-FC Porto Equipos continentales (7)- Sporting-Tavira - Kometa - Fundación Euskadi - Inteja Imca-Ridea DCT - Efapel - Guerciotti-Kiwi Atlántico - RP-Boavista |
| |

## Etapas
| Etapa     | Fecha     | Recorrido           | type                   | Distancia (km) | Ganador         | Líder          |
| --------- | --------- | ------------------- | ---------------------- | -------------- | --------------- | -------------- |
| 1.ª etapa | 17 de may | Andorra – Calatayud | etapa escarpada        | 186,2          | Justin Jules    | Justin Jules   |
| 2.ª etapa | 18 de may | Sádaba – Canfranc   | etapa de media montaña | 186,2          | Jonathan Hivert | Jesús Ezquerra |
| 3.ª etapa | 19 de may | Huesca – Zaragoza   | etapa escarpada        | 127,4          | Matteo Pelucchi | Eduard Prades  |

## Desarrollo de la carrera

### 1.ª etapa
| Andorra - Calatayud | etapa escarpada | (186,2 km) |

| \| Clasificación de la etapa \| Clasificación de la etapa \| Clasificación de la etapa \| Clasificación de la etapa \| Clasificación de la etapa \| \| Ciclista \| Ciclista \| Equipo \| Tiempo \| \| \| ------------------------- \| ------------------------- \| ------------------------- \| ------------------------- \| ------------------------- \| \| 1.º \| Justin Jules \| Wallonie Bruxelles \| 5 h 04 min 59 s \| \| \| 2.º \| Thomas Boudat \| Total Direct Énergie \| + 0 s \| \| \| 3.º \| Eduard Prades \| Movistar Team \| + 0 s \| \| \| 4.º \| Antonio Puppio \| Kometa \| + 0 s \| \| \| 5.º \| Yevgueni Shalunov \| Gazprom-RusVelo \| + 0 s \| \| \| 6.º \| Bryan Gómez \| Manzana Postobón \| + 0 s \| \| \| 7.º \| Adrien Garel \| Vital Concept-B&B Hotels \| + 0 s \| \| \| 8.º \| Serguéi Chernetski \| Caja Rural-Seguros RGA \| + 0 s \| \| \| 9.º \| Jesús Ezquerra \| Burgos-BH \| + 0 s \| \| \| 10.º \| Edgar Pinto \| W52-FC Porto \| + 0 s \| \| |                    |                          |                 |
| |                    |                          |                 |
| Fuente: ProCyclingStats |                    |                          |                 |
| Clasificación de la etapa |                    |                          |                 |
| Ciclista | Ciclista           | Equipo                   | Tiempo          |
| 1.º | Justin Jules       | Wallonie Bruxelles       | 5 h 04 min 59 s |
| 2.º | Thomas Boudat      | Total Direct Énergie     | + 0 s           |
| 3.º | Eduard Prades      | Movistar Team            | + 0 s           |
| 4.º | Antonio Puppio     | Kometa                   | + 0 s           |
| 5.º | Yevgueni Shalunov  | Gazprom-RusVelo          | + 0 s           |
| 6.º | Bryan Gómez        | Manzana Postobón         | + 0 s           |
| 7.º | Adrien Garel       | Vital Concept-B&B Hotels | + 0 s           |
| 8.º | Serguéi Chernetski | Caja Rural-Seguros RGA   | + 0 s           |
| 9.º | Jesús Ezquerra     | Burgos-BH                | + 0 s           |
| 10.º | Edgar Pinto        | W52-FC Porto             | + 0 s           |

| \| Clasificación general \| Clasificación general \| Clasificación general \| Clasificación general \| Clasificación general \| \| Ciclista \| Ciclista \| Equipo \| Tiempo \| \| \| --------------------- \| --------------------- \| ------------------------ \| --------------------- \| --------------------- \| \| 1.º \| Justin Jules \| Wallonie Bruxelles \| 5 h 04 min 49 s \| \| \| 2.º \| Thomas Boudat \| Total Direct Énergie \| + 4 s \| \| \| 3.º \| Eduard Prades \| Movistar Team \| + 6 s \| \| \| 4.º \| Antonio Puppio \| Kometa \| + 10 s \| \| \| 5.º \| Yevgueni Shalunov \| Gazprom-RusVelo \| + 10 s \| \| \| 6.º \| Bryan Gómez \| Manzana Postobón \| + 10 s \| \| \| 7.º \| Adrien Garel \| Vital Concept-B&B Hotels \| + 10 s \| \| \| 8.º \| Serguéi Chernetski \| Caja Rural-Seguros RGA \| + 10 s \| \| \| 9.º \| Jesús Ezquerra \| Burgos-BH \| + 10 s \| \| \| 10.º \| Edgar Pinto \| W52-FC Porto \| + 10 s \| \| |                    |                          |                 |
| |                    |                          |                 |
| Fuente: ProCyclingStats |                    |                          |                 |
| Clasificación general |                    |                          |                 |
| Ciclista | Ciclista           | Equipo                   | Tiempo          |
| 1.º | Justin Jules       | Wallonie Bruxelles       | 5 h 04 min 49 s |
| 2.º | Thomas Boudat      | Total Direct Énergie     | + 4 s           |
| 3.º | Eduard Prades      | Movistar Team            | + 6 s           |
| 4.º | Antonio Puppio     | Kometa                   | + 10 s          |
| 5.º | Yevgueni Shalunov  | Gazprom-RusVelo          | + 10 s          |
| 6.º | Bryan Gómez        | Manzana Postobón         | + 10 s          |
| 7.º | Adrien Garel       | Vital Concept-B&B Hotels | + 10 s          |
| 8.º | Serguéi Chernetski | Caja Rural-Seguros RGA   | + 10 s          |
| 9.º | Jesús Ezquerra     | Burgos-BH                | + 10 s          |
| 10.º | Edgar Pinto        | W52-FC Porto             | + 10 s          |

### 2.ª etapa
| Sádaba - Canfranc | etapa de media montaña | (186,2 km) |

| \| Clasificación de la etapa \| Clasificación de la etapa \| Clasificación de la etapa \| Clasificación de la etapa \| Clasificación de la etapa \| \| Ciclista \| Ciclista \| Equipo \| Tiempo \| \| \| ------------------------- \| ------------------------- \| ------------------------- \| ------------------------- \| ------------------------- \| \| 1.º \| Jonathan Hivert \| Total Direct Énergie \| 4 h 48 min 53 s \| \| \| 2.º \| Jesús Ezquerra \| Burgos-BH \| + 0 s \| \| \| 3.º \| Yevgueni Shalunov \| Gazprom-RusVelo \| + 0 s \| \| \| 4.º \| Rafael Silva \| Efapel \| + 0 s \| \| \| 5.º \| Luís Mendonça \| Rádio Popular-Boavista \| + 0 s \| \| \| 6.º \| Antonio Angulo \| Efapel \| + 0 s \| \| \| 7.º \| Aldemar Reyes Ortega \| Manzana Postobón \| + 0 s \| \| \| 8.º \| Edgar Pinto \| W52-FC Porto \| + 0 s \| \| \| 9.º \| Eduardo Sepúlveda \| Movistar Team \| + 0 s \| \| \| 10.º \| Javi Moreno Bazán \| Delko Marseille Provence \| + 0 s \| \| |                      |                          |                 |
| |                      |                          |                 |
| Fuente: ProCyclingStats |                      |                          |                 |
| Clasificación de la etapa |                      |                          |                 |
| Ciclista | Ciclista             | Equipo                   | Tiempo          |
| 1.º | Jonathan Hivert      | Total Direct Énergie     | 4 h 48 min 53 s |
| 2.º | Jesús Ezquerra       | Burgos-BH                | + 0 s           |
| 3.º | Yevgueni Shalunov    | Gazprom-RusVelo          | + 0 s           |
| 4.º | Rafael Silva         | Efapel                   | + 0 s           |
| 5.º | Luís Mendonça        | Rádio Popular-Boavista   | + 0 s           |
| 6.º | Antonio Angulo       | Efapel                   | + 0 s           |
| 7.º | Aldemar Reyes Ortega | Manzana Postobón         | + 0 s           |
| 8.º | Edgar Pinto          | W52-FC Porto             | + 0 s           |
| 9.º | Eduardo Sepúlveda    | Movistar Team            | + 0 s           |
| 10.º | Javi Moreno Bazán    | Delko Marseille Provence | + 0 s           |

| \| Clasificación general \| Clasificación general \| Clasificación general \| Clasificación general \| Clasificación general \| \| Ciclista \| Ciclista \| Equipo \| Tiempo \| \| \| --------------------- \| --------------------- \| ------------------------ \| --------------------- \| --------------------- \| \| 1.º \| Jesús Ezquerra \| Burgos-BH \| 9 h 53 min 46 s \| \| \| 2.º \| Yevgueni Shalunov \| Gazprom-RusVelo \| + 2 s \| \| \| 3.º \| Eduard Prades \| Movistar Team \| + 2 s \| \| \| 4.º \| Edgar Pinto \| W52-FC Porto \| + 6 s \| \| \| 5.º \| Eduardo Sepúlveda \| Movistar Team \| + 6 s \| \| \| 6.º \| Rein Taaramäe \| Total Direct Énergie \| + 6 s \| \| \| 7.º \| Pierre Rolland \| Vital Concept-B&B Hotels \| + 6 s \| \| \| 8.º \| Diego Rubio \| Burgos-BH \| + 6 s \| \| \| 9.º \| Alexander Grigoriev \| Sporting-Tavira \| + 6 s \| \| \| 10.º \| Marc Soler \| Movistar Team \| + 24 s \| \| |                     |                          |                 |
| |                     |                          |                 |
| Fuente: ProCyclingStats |                     |                          |                 |
| Clasificación general |                     |                          |                 |
| Ciclista | Ciclista            | Equipo                   | Tiempo          |
| 1.º | Jesús Ezquerra      | Burgos-BH                | 9 h 53 min 46 s |
| 2.º | Yevgueni Shalunov   | Gazprom-RusVelo          | + 2 s           |
| 3.º | Eduard Prades       | Movistar Team            | + 2 s           |
| 4.º | Edgar Pinto         | W52-FC Porto             | + 6 s           |
| 5.º | Eduardo Sepúlveda   | Movistar Team            | + 6 s           |
| 6.º | Rein Taaramäe       | Total Direct Énergie     | + 6 s           |
| 7.º | Pierre Rolland      | Vital Concept-B&B Hotels | + 6 s           |
| 8.º | Diego Rubio         | Burgos-BH                | + 6 s           |
| 9.º | Alexander Grigoriev | Sporting-Tavira          | + 6 s           |
| 10.º | Marc Soler          | Movistar Team            | + 24 s          |

### 3.ª etapa
| Huesca - Zaragoza | etapa escarpada | (127,4 km) |

| \| Clasificación de la etapa \| Clasificación de la etapa \| Clasificación de la etapa \| Clasificación de la etapa \| Clasificación de la etapa \| \| Ciclista \| Ciclista \| Equipo \| Tiempo \| \| \| ------------------------- \| ------------------------- \| ----------------------------- \| ------------------------- \| ------------------------- \| \| 1.º \| Matteo Pelucchi \| Androni Giocattoli-Sidermec \| 2 h 47 min 12 s \| \| \| 2.º \| Marco Benfatto \| Androni Giocattoli-Sidermec \| + 0 s \| \| \| 3.º \| Matteo Malucelli \| Caja Rural-Seguros RGA \| + 0 s \| \| \| 4.º \| Thomas Boudat \| Total Direct Énergie \| + 0 s \| \| \| 5.º \| Jon Aberasturi \| Caja Rural-Seguros RGA \| + 0 s \| \| \| 6.º \| Eduard Prades \| Movistar Team \| + 0 s \| \| \| 7.º \| Justin Jules \| Wallonie Bruxelles \| + 0 s \| \| \| 8.º \| Luis Carlos Chía \| Manzana Postobón \| + 0 s \| \| \| 9.º \| Enrique Sanz \| Euskadi Basque Country-Murias \| + 0 s \| \| \| 10.º \| Stefano Oldani \| Kometa \| + 0 s \| \| |                  |                               |                 |
| |                  |                               |                 |
| Fuente: ProCyclingStats |                  |                               |                 |
| Clasificación de la etapa |                  |                               |                 |
| Ciclista | Ciclista         | Equipo                        | Tiempo          |
| 1.º | Matteo Pelucchi  | Androni Giocattoli-Sidermec   | 2 h 47 min 12 s |
| 2.º | Marco Benfatto   | Androni Giocattoli-Sidermec   | + 0 s           |
| 3.º | Matteo Malucelli | Caja Rural-Seguros RGA        | + 0 s           |
| 4.º | Thomas Boudat    | Total Direct Énergie          | + 0 s           |
| 5.º | Jon Aberasturi   | Caja Rural-Seguros RGA        | + 0 s           |
| 6.º | Eduard Prades    | Movistar Team                 | + 0 s           |
| 7.º | Justin Jules     | Wallonie Bruxelles            | + 0 s           |
| 8.º | Luis Carlos Chía | Manzana Postobón              | + 0 s           |
| 9.º | Enrique Sanz     | Euskadi Basque Country-Murias | + 0 s           |
| 10.º | Stefano Oldani   | Kometa                        | + 0 s           |

## Clasificaciones finales
Las clasificaciones finalizaron de la siguiente forma:

### Clasificación general
| \| Clasificación general \| Clasificación general \| Clasificación general \| Clasificación general \| Clasificación general \| \| Ciclista \| Ciclista \| Equipo \| Tiempo \| \| \| --------------------- \| --------------------- \| ----------------------------- \| --------------------- \| --------------------- \| \| 1.º \| Eduard Prades \| Movistar Team \| 12 h 40 min 57 s \| \| \| 2.º \| Yevgueni Shalunov \| Gazprom-RusVelo \| + 3 s \| \| \| 3.º \| Rein Taaramäe \| Total Direct Énergie \| + 5 s \| \| \| 4.º \| Alexander Grigoriev \| Sporting-Tavira \| + 6 s \| \| \| 5.º \| Edgar Pinto \| W52-FC Porto \| + 7 s \| \| \| 6.º \| Pierre Rolland \| Vital Concept-B&B Hotels \| + 7 s \| \| \| 7.º \| Diego Rubio \| Burgos-BH \| + 7 s \| \| \| 8.º \| Marc Soler \| Movistar Team \| + 25 s \| \| \| 9.º \| Justin Jules \| Wallonie Bruxelles \| + 35 s \| \| \| 10.º \| Fernando Barceló \| Euskadi Basque Country-Murias \| + 46 s \| \| |                     |                               |                  |
| |                     |                               |                  |
| Fuente: ProCyclingStats |                     |                               |                  |
| Clasificación general |                     |                               |                  |
| Ciclista | Ciclista            | Equipo                        | Tiempo           |
| 1.º | Eduard Prades       | Movistar Team                 | 12 h 40 min 57 s |
| 2.º | Yevgueni Shalunov   | Gazprom-RusVelo               | + 3 s            |
| 3.º | Rein Taaramäe       | Total Direct Énergie          | + 5 s            |
| 4.º | Alexander Grigoriev | Sporting-Tavira               | + 6 s            |
| 5.º | Edgar Pinto         | W52-FC Porto                  | + 7 s            |
| 6.º | Pierre Rolland      | Vital Concept-B&B Hotels      | + 7 s            |
| 7.º | Diego Rubio         | Burgos-BH                     | + 7 s            |
| 8.º | Marc Soler          | Movistar Team                 | + 25 s           |
| 9.º | Justin Jules        | Wallonie Bruxelles            | + 35 s           |
| 10.º | Fernando Barceló    | Euskadi Basque Country-Murias | + 46 s           |

### Clasificación por puntos
| Clasificación por puntos | Clasificación por puntos | Clasificación por puntos    | Clasificación por puntos | Clasificación por puntos |
| Ciclista                 | Ciclista                 | Equipo                      | Puntos                   |                          |
| ------------------------ | ------------------------ | --------------------------- | ------------------------ | ------------------------ |
| 1.º                      | Justin Jules             | Wallonie Bruxelles          | 34 pts                   |                          |
| 2.º                      | Thomas Boudat            | Total Direct Énergie        | 34 pts                   |                          |
| 3.º                      | Yevgueni Shalunov        | Gazprom-RusVelo             | 31 pts                   |                          |
| 4.º                      | Eduard Prades            | Movistar Team               | 26 pts                   |                          |
| 5.º                      | Jonathan Hivert          | Total Direct Énergie        | 25 pts                   |                          |
| 6.º                      | Matteo Pelucchi          | Androni Giocattoli-Sidermec | 25 pts                   |                          |
| 7.º                      | Marco Benfatto           | Androni Giocattoli-Sidermec | 20 pts                   |                          |
| 8.º                      | Matteo Malucelli         | Caja Rural-Seguros RGA      | 16 pts                   |                          |
| 9.º                      | Edgar Pinto              | W52-FC Porto                | 15 pts                   |                          |
| 10.º                     | Rafael Silva             | Efapel                      | 14 pts                   |                          |

### Clasificación de la montaña
| Clasificación de la montaña | Clasificación de la montaña | Clasificación de la montaña   | Clasificación de la montaña | Clasificación de la montaña |
| Ciclista                    | Ciclista                    | Equipo                        | Puntos                      |                             |
| --------------------------- | --------------------------- | ----------------------------- | --------------------------- | --------------------------- |
| 1.º                         | Jhonatan Restrepo           | Manzana Postobón              | 11 pts                      |                             |
| 2.º                         | Fernando Barceló            | Euskadi Basque Country-Murias | 6 pts                       |                             |
| 3.º                         | Jorge Arcas                 | Movistar Team                 | 4 pts                       |                             |
| 4.º                         | Jonathan Lastra             | Caja Rural-Seguros RGA        | 4 pts                       |                             |
| 5.º                         | Ángel Madrazo               | Burgos-BH                     | 4 pts                       |                             |
| 6.º                         | José Manuel Gutiérrez       | Guerciotti–Kiwi Atlantico     | 3 pts                       |                             |
| 7.º                         | Jonathan Hivert             | Total Direct Énergie          | 3 pts                       |                             |
| 8.º                         | Txomin Juaristi             | Fundación Euskadi             | 3 pts                       |                             |
| 9.º                         | Yevgueni Shalunov           | Gazprom-RusVelo               | 1 pt                        |                             |

### Clasificación de los sprints (metas volantes)
| Clasificación de las metas volantes | Clasificación de las metas volantes | Clasificación de las metas volantes | Clasificación de las metas volantes | Clasificación de las metas volantes |
| Ciclista                            | Ciclista                            | Equipo                              | Puntos                              |                                     |
| ----------------------------------- | ----------------------------------- | ----------------------------------- | ----------------------------------- | ----------------------------------- |
| 1.º                                 | Txomin Juaristi                     | Fundación Euskadi                   | 6 pts                               |                                     |
| 2.º                                 | Eduard Prades                       | Movistar Team                       | 3 pts                               |                                     |
| 3.º                                 | Jorge Arcas                         | Movistar Team                       | 3 pts                               |                                     |
| 4.º                                 | Yonder Godoy                        | Inteja-Imca-Ridea DCT               | 3 pts                               |                                     |
| 5.º                                 | Rein Taaramäe                       | Total Direct Énergie                | 2 pts                               |                                     |
| 6.º                                 | Fernando Barceló                    | Euskadi Basque Country-Murias       | 2 pts                               |                                     |
| 7.º                                 | Jonathan Lastra                     | Caja Rural-Seguros RGA              | 2 pts                               |                                     |
| 8.º                                 | Artem Nych                          | Gazprom-RusVelo                     | 2 pts                               |                                     |
| 9.º                                 | José Manuel Gutiérrez               | Guerciotti–Kiwi Atlantico           | 2 pts                               |                                     |
| 10.º                                | Ángel Madrazo                       | Burgos-BH                           | 2 pts                               |                                     |

### Clasificación de los jóvenes
| Clasificación del mejor joven | Clasificación del mejor joven | Clasificación del mejor joven | Clasificación del mejor joven | Clasificación del mejor joven |
| Ciclista                      | Ciclista                      | Equipo                        | Tiempo                        |                               |
| ----------------------------- | ----------------------------- | ----------------------------- | ----------------------------- | ----------------------------- |
| 1.º                           | Unai Cuadrado                 | Fundación Euskadi             | 12 h 41 min 45 s              |                               |
| 2.º                           | Juan Pedro López              | Kometa                        | + 14 s                        |                               |
| 3.º                           | Stefano Oldani                | Kometa                        | + 29 s                        |                               |
| 4.º                           | Julien Mortier                | Wallonie Bruxelles            | + 4 min 09 s                  |                               |
| 5.º                           | Antonio Puppio                | Kometa                        | + 13 min 35 s                 |                               |
| 6.º                           | Denis Nekrasov                | Gazprom-RusVelo               | + 19 min 27 s                 |                               |
| 7.º                           | Luis Carlos Chía              | Manzana Postobón              | + 20 min 51 s                 |                               |
| 8.º                           | Afonso Silva                  | Rádio Popular-Boavista        | + 25 min 58 s                 |                               |
| 9.º                           | Diego López                   | Fundación Euskadi             | + 28 min 16 s                 |                               |
| 10.º                          | Manuel Peñalver               | Burgos-BH                     | + 31 min 49 s                 |                               |

### Clasificación por equipos
| Clasificación por equipos | Clasificación por equipos   | Clasificación por equipos | Clasificación por equipos |
| Equipo                    | Equipo                      | Tiempo                    |                           |
| ------------------------- | --------------------------- | ------------------------- | ------------------------- |
| 1.º                       | Movistar Team               | 38 h 03 min 31 s          |                           |
| 2.º                       | Total Direct Énergie        | + 36 s                    |                           |
| 3.º                       | Sporting-Tavira             | + 1 min 03 s              |                           |
| 4.º                       | Efapel                      | + 1 min 44 s              |                           |
| 5.º                       | Delko-Marseille Provence    | + 1 min 44 s              |                           |
| 6.º                       | Caja Rural-Seguros RGA      | + 2 min 00 s              |                           |
| 7.º                       | Fundación Euskadi           | + 2 min 15 s              |                           |
| 8.º                       | W52-FC Porto                | + 2 min 19 s              |                           |
| 9.º                       | Androni Giocattoli-Sidermec | + 3 min 52 s              |                           |
| 10.º                      | Manzana Postobón            | + 4 min 19 s              |                           |

## Evolución de las clasificaciones
| Etapa                   | Vencedor                | Clasificación general | Clasificación por puntos | Clasificación de la montaña | Clasificación de las metas volantes | Clasificación de los jóvenes | Clasificación del mejor aragonés | Clasificación por equipos |
| ----------------------- | ----------------------- | --------------------- | ------------------------ | --------------------------- | ----------------------------------- | ---------------------------- | -------------------------------- | ------------------------- |
| 1.ª                     | Justin Jules            | Justin Jules          | Justin Jules             | José Manuel Gutiérrez       | Dimitri Peyskens                    | Antonio Puppio               | Jorge Arcas                      | Movistar                  |
| 2.ª                     | Jonathan Hivert         | Jesús Ezquerra        | Evgeny Shalunov          | Jhonatan Restrepo           | Txomin Juaristi                     | Unai Cuadrado                | Fernando Barceló                 | Movistar                  |
| 3.ª                     | Matteo Pelucchi         | Eduard Prades         | Justin Jules             | Jhonatan Restrepo           | Txomin Juaristi                     | Unai Cuadrado                | Fernando Barceló                 | Movistar                  |
| Clasificaciones finales | Clasificaciones finales | Eduard Prades         | Justin Jules             | Jhonatan Restrepo           | Txomin Juaristi                     | Unai Cuadrado                | Fernando Barceló                 | Movistar                  |

## UCI World Ranking
La Vuelta a Aragón otorgó puntos para el UCI World Ranking para corredores de los equipos en las categorías UCI WorldTeam, Profesional Continental y Equipos Continentales. Las siguientes tablas muestran el baremo de puntuación y los 10 corredores que obtuvieron más puntos:
| Posición              | 1.º | 2.º | 3.º | 4.º | 5.º | 6.º | 7.º | 8.º | 9.º | 10.º | 11.º | 12.º | 13.º-15.º | 16.º-25.º |
| Clasificación general | 125 | 85  | 70  | 60  | 50  | 40  | 35  | 30  | 25  | 20   | 15   | 10   | 5         | 3         |
| Por etapa             | 14  | 5   | 3   |     |     |     |     |     |     |      |      |      |           |           |
| Líder                 | 3   |     |     |     |     |     |     |     |     |      |      |      |           |           |

| Clasificación |                     |                               |         |       |       |       |
| Posición      | Ciclista            | Equipo                        | General | Etapa | Líder | Total |
| ------------- | ------------------- | ----------------------------- | ------- | ----- | ----- | ----- |
| 1.º           | Eduard Prades       | Movistar                      | 125     | 3     | -     | 128   |
| 2.º           | Evgeny Shalunov     | Gazprom-RusVelo               | 85      | 3     | -     | 88    |
| 3.º           | Rein Taaramäe       | Total Direct Énergie          | 70      | -     | -     | 70    |
| 4.º           | Alexander Grigoriev | Sporting-Tavira               | 60      | -     | -     | 60    |
| 5.º           | Edgar Pinto         | W52-FC Porto                  | 50      | -     | -     | 50    |
| 6.º           | Justin Jules        | Wallonie Bruxelles            | 25      | 14    | 3     | 42    |
| 7.º           | Pierre Rolland      | Vital Concept-B&B Hotels      | 40      | -     | -     | 40    |
| 8.º           | Diego Rubio         | Burgos-BH                     | 35      | -     | -     | 35    |
| 9.º           | Marc Soler          | Movistar                      | 30      | -     | -     | 30    |
| 10.º          | Fernando Barceló    | Euskadi Basque Country-Murias | 20      | -     | -     | 20    |